# Igbal Mammadov
Igbal Mammadov est un homme politique azerbaïdjanais, membre des Ve, Ve et VIe législatures de l'Assemblée nationale d'Azerbaïdjan.

## Biographie
Iqbal Mammadov est né en 1965 dans le village de Razgov de la région de Lerik. Il est diplômé de la faculté de comptabilité et d'analyse commerciale de l'Université d'État d'économie d'Azerbaïdjan. Il parle anglais et russe.

### Carrière
Il est membre du parti du nouvel Azerbaïdjan. Il est membre du comité de politique agraire de l'Assemblée nationale. Il est chef du groupe de travail sur les relations interparlementaires entre l'Azerbaïdjan et le Monténégro, membre des groupes de travail sur les relations avec les parlements des Émirats arabes unis, du Chili, de l'Indonésie, de l'Italie, de la Corée, du Kazakhstan, de la Malaisie, des Pays-Bas, de l'Ouzbékistan, de la Turquie, Ukraine et Grèce. Il est membre de la délégation azerbaïdjanaise à l'Assemblée interparlementaire de la CEI.

### Famille
Igbal Mammadov est marié et a trois enfants.

## Prix
- Médaille de Taraggui